# رومان ديسونزو
رومان ديسونزو ويطلق عليها (,Friulian: Romans dal Lusinç (بالسلوفينية: Romanž na Soči)‏) وهي كومونا(بلدية) تتبع إقليم فريولي فينيتسيا جوليا الإيطالية ، وتبعد حوالي 40 كيلومتر (25 ميل) شمال غرب ترييستي وحوالي 15 كيلومتر (9 ميل) من جنوب غرب غوريزيا .
تحد رومان ديسونزو البلديات التالية: جراديسكا ديسونزو، ماريانو دل فريولي، ميديا، و سان فيتو أل توري ، و تابوغليانو، و فيليس .